# Шиманський Сергій Михайлович
Сергій Михайлович Шиманський (нар. 29 листопада 1976, Тернопіль, УРСР) — український футболіст та тренер, півзахисник та захисник. Має також російське громадянство.

## Кар'єра гравця
Вихованець ДЮСШ міста Тернопіль, перший тренер — Едуард Яблонський. У липні 1996 року розпочав дорослу футбольну кар'єру в тернопільській «Ниві», де також виконував функції капітана команди. Влітку 1997 року відправився в оренду до чортківського «Кристалу». Окрім цього, у 2000—2001 році виступав за фарм-клуб тернополян, «Тернопіль-Ниву-2». У 2005 році завершив професіональну футбольну кар'єру. Після цього грав на аматорському рівні за «Галич» (Збараж), «Сокіл» (Золочів), «Товтри» (Козлів) та ФК «Збараж».

## Кар'єра тренера
Ще будучи футболістом розпочав тренерську діяльність. На початку 2005 року призначений головним тренером «Ниви» (Тернопіль), а потім з липня 2005 року по травень 2007 року працював у тренерському штабі «Ниви». У 2009 році поєднував кар'єру гравця й головного тренера аматорського колективу «Товтри» (Козлів). У липні 2010 року знову призначений головним тренером тернопільської «Ниви», в якій працював до березня 2011 року. З 2013 році працював у ДЮСШ міста Тернопіль. Згодом виїхав до окупованого Криму, де отримав російське громадянство й пішов на співпрацю з місцевими колаборантами. З 2015 року працював спочатку тренером, а з липня 2015 року по червень 2016 року — головним тренером фейкового клубу «Севастополь-2». З серпня 2016 року очолює інше фейкове об'єднання, «Збірну міста ПФК „Севастополь“».

## Досягнення

### Як гравця
«Нива» (Тернопіль)
- Кубок України
  - 1/4 фіналу (1): 1996